# Износков, Илиодор Александрович
Илиодор (Лиодор) Александрович Износков (1835—1917) — российский деятель народного образования, краевед; действительный статский советник. Старший брат Александра Александровича Износкова.
Действительный член Общества естествоиспытателей при Императорском Казанском университете (1870), Братства святителя Гурия, Казанского губернского статистического комитета, действительный член Рязанской ученой архивной комиссии. Сотрудник «Энциклопедического словаря» Брокгауза и Ефрона.

## Биография
Родился 15 (27) августа 1835 года (по другим сведениям, 19 августа) на Таишевском заводе Мамадышского уезда Казанской губернии в семье Александра Егоровича Износкова (1808 — после 1850).
Окончил 2-ю Казанскую гимназию (1853) и физико-математический факультет Казанского университета (1857). С 9 августа 1858 года преподавал математику в Первой Казанской мужской гимназии.
В 1866—1869 годах — мировой посредник в Козьмодемьянском уезде, а в 1869—1871 годах — мировой судья в Лаишевском уезде.
С 1 августа 1871 года — инспектор, а в 1874—1889 годах — директор народных училищ Казанской губернии; 15 мая 1883 года был произведён в действительные статские советники.
С 17 мая 1889 года по 1896 год был директором Казанского реального училища.
В 1896—1907 годах — чиновник по особым поручениям при обер-прокуроре Святейшего Синода К. П. Победоносцеве, наблюдатель школ духовного ведомства среди нерусских народов Волжско-Камского края.
Был награждён орденами, имел знак отличия беспорочной службы XL лет. Был женат и имел детей: Александр родился 8 августа 1876 года; Евгения родилась 19 октября 1878 года; Вера родилась 13 апреля 1888 года.
Сочувственно относился к Симбирской школе Яковлева, которой в 1912 году передал свою личную библиотеку; в 1927 году она вместе с частью архива Износкова поступила в Чувашский центральный музей.
Умер 2 ноября 1917 года в Петрограде. Похоронен на Смоленском православном кладбище.
Обладал нумизматической и археологической коллекциями. Был знаком и вел переписку с Н. И. Ильминским.

## Память
- Материалы об И. А. Износкове имеются в архивах Ульяновской области и Казанского университета[7].
- В поселке Кукмор имеется улица Илиодора Износкова.